# Слонорылы
Слонорылы, или мормиры (лат. Mormyrus) — род пресноводных костных рыб из семейства мормировых. Встречаются только в Африке. 
Мормир обитает в мелких, хорошо прогреваемых солнцем притоках Нила. Он не любит чистой воды и песчаного дна, мягкий илистый грунт — вот его стихия. Питается мормир мелкими донными животными — червями, рачками, личинками насекомых и моллюсков, а также водорослями и падалью.
На верхней лопасти хвостового плавника у мормира помещается электрический орган. Когда рыбка добывает себе корм, она погружает длинное трубчатое рыло в мягкий ил дна, причём иногда настолько глубоко, что в иле оказывается вся голова мормира, до самых жаберных крышек. Пока глаза рыбки погружены в муть, генератор тока на хвосте и приёмник на спине создают вокруг рыбки электромагнитное поле. Как только в зону поля вторгается посторонний предмет, силовые линии искажаются, приёмник это улавливает и рыба получает сигнал опасности. Чувствительность этого органа чрезвычайно велика: мормир ощущает приближение человека к аквариуму (человек генерирует биотоки), он мечется, если рядом причёсываются (при этом образуются электроразряды).

## Виды
- Mormyrus bernhardi
- Mormyrus caballus
- Mormyrus casalis
- Mormyrus caschive
- Mormyrus cyaneus
- Mormyrus felixi
- Mormyrus goheeni
- Mormyrus hasselquistii — Мормир Хасселквиста[1], или слонорыл Хасселквиста
- Mormyrus hildebrandti
- Mormyrus iriodes
- Mormyrus kannume — Мормир-каннуме
- Mormyrus lacerda — Ящерицевидный слонорыл, или ящерицевидный мормир
- Mormyrus longirostris — Длиннорылый мормир
- Mormyrus macrocephalus
- Mormyrus macrophthalmus — Большеглазый мормир, или большеглазый слонорыл
- Mormyrus niloticus — Нильский мормир, или нильский слонорыл
- Mormyrus ovis
- Mormyrus rume — Мормир-руме
- Mormyrus subundulatus
- Mormyrus tapirus — Тапировидный мормир, или камерунский слонорыл
- Mormyrus tenuirostris
- Mormyrus thomasi